# Epipedobates trivittatus
Ameerega trivittatus là một loài ếch thuộc họ Dendrobatidae.
Loài này có ở Bolivia, Brasil, Colombia, Guyana, Peru, Suriname, Venezuela, có thể cả Ecuador, và có thể cả Guyane thuộc Pháp.
Môi trường sống tự nhiên của chúng là rừng ẩm vùng đất thấp nhiệt đới hoặc cận nhiệt đới và đầm nước ngọt có nước theo mùa.
Chúng hiện đang bị đe dọa vì mất môi trường sống.

## Hình ảnh

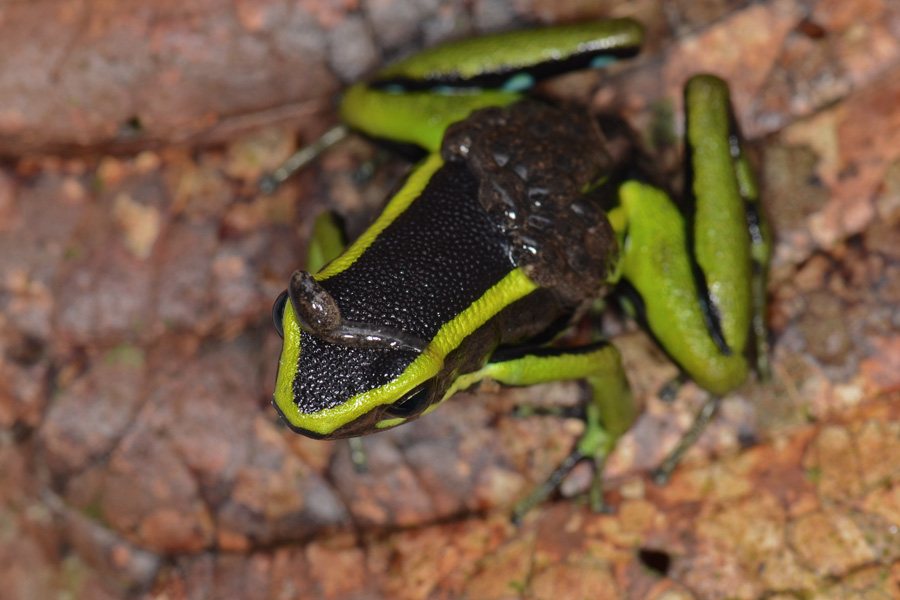
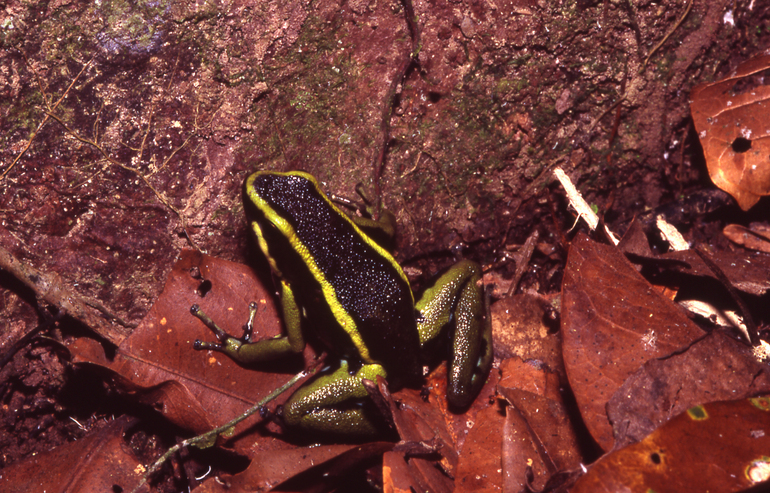
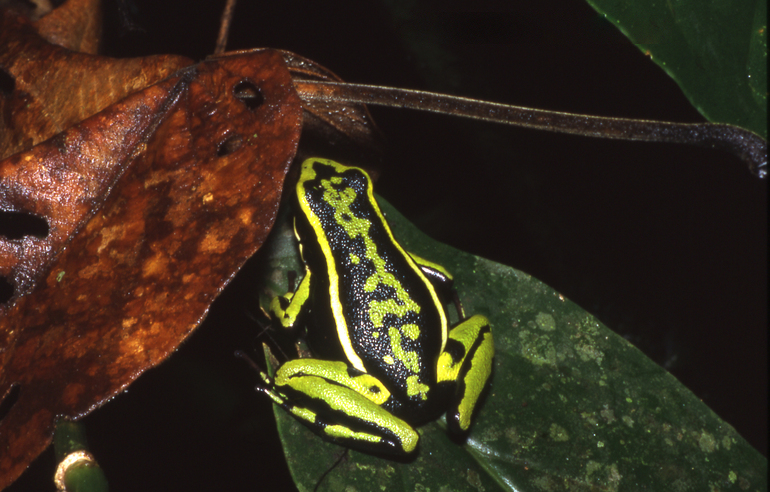
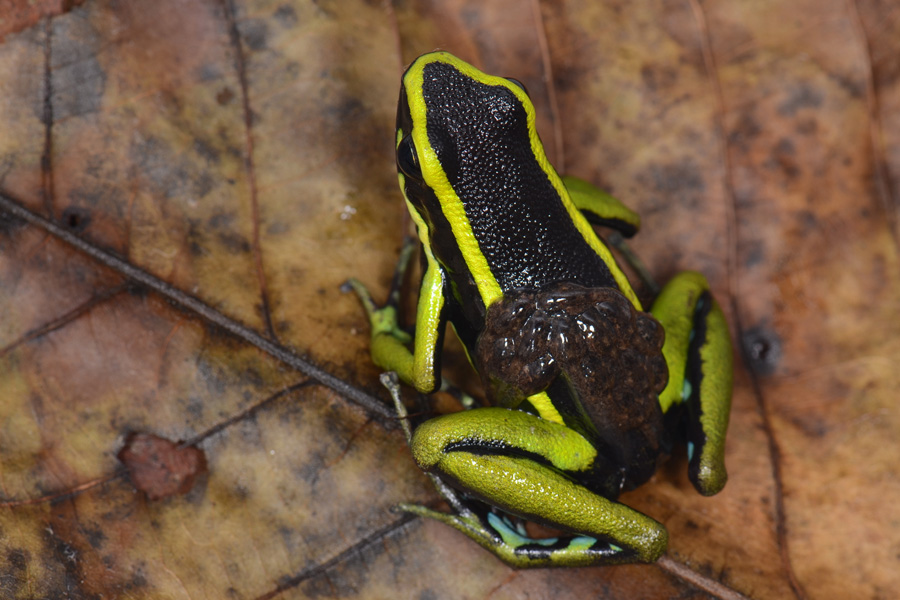